# Allelujah (film)
Allelujah is een Britse dramafilm uit 2022, geregisseerd door Richard Eyre en geschreven door Heidi Thomas. Hij is gebaseerd op het gelijknamige toneelstuk van Alan Bennett. De hoofdrollen zijn voor Jennifer Saunders, Bally Gill, Russell Tovey, David Bradley, Derek Jacobi en Judi Dench .
Allelujah beleefde zijn wereldpremière op het Toronto International Film Festival 2022 op 11 september 2022 en werd op 17 maart 2023 in het Verenigd Koninkrijk uitgebracht door Warner Bros..

## Verhaal
Het Bethlehem-ziekenhuis, door de lokale bevolking, het personeel en de bewoners "de Beth" genoemd, is een klein geriatrisch ziekenhuis in de stad Wakefield, West Yorkshire, dat met sluiting wordt bedreigd vanwege bezuinigingen van de overheid. Onder het personeel dat daar werkt bevinden zich een arts die simpelweg bekend staat als Dr. Valentine, en hoofdverpleegkundige zuster Alma Gilpin, die geëerd zal worden voor haar diensten aan de Beth met een concert en de uitreiking van een medaille.
Vrijwilligers zetten acties op touw om het ziekenhuis voor sluiting te behoeden. Een filmploeg van het lokale televisieprogramma Pennine People wordt uitgenodigd om deze acties vast te leggen, en ze interviewen ook de voorzitter van de raad en enkele bewoners. Tegelijkertijd arriveert Colin Colman, een adviseur van de minister van Volksgezondheid, om zijn vader Joe te bezoeken en het ziekenhuis te beoordelen. Eerder had hij al de sluiting aanbevolen. 
Een van de bewoners, Mary Moss, wil niet voor de camera worden geïnterviewd door de televisieploeg, maar Valentine geeft haar een iPad en moedigt haar aan om haar dagelijkse ervaringen vast te leggen.
Na de dood van een van de patiënten wordt een tengere incontinente vrouw genaamd Molly opgenomen in de Beth en aanvankelijk verzorgd door Valentine, maar de volgende nacht verzorgd door Alma. Ze wordt 's ochtends dood aangetroffen en de Beth wordt met juridische stappen bedreigd door haar dochter en schoonzoon, die haar huis pas drie maanden later zouden erven. 
Beth neemt een stagiair Andy aan, en Colin komt weer in contact met zijn vervreemde vader. Colin realiseert zich het belang van de Beth voor niet alleen zijn vader maar ook voor de lokale gemeenschap. Hij keert terug naar Londen en verdedigt de Beth hartstochtelijk tijdens een vergadering.
Die nacht komt Andy niet op tijd in actie om te voorkomen dat Joe zichzelf in zijn bed bevuilt. Hij wordt verzorgd door Alma, die ernaar verwijst dat hij op "de lijst" staat. Bang voor wat dit zou kunnen betekenen, belt Joe Colin en vertrouwt hem deze angst toe. De volgende ochtend arriveert Andy bij de Beth met een pakje sigaretten dat Joe had gevraagd, maar vindt Joe dood in zijn bed. 
De ceremonie ter ere van Alma vindt die dag plaats. Voordat ze begint, neemt Mary Valentine apart en laat hem een video zien die ze heeft gemaakt van Alma die voor Molly zorgt. Valentine leidt hieruit af dat Alma de meest tengere bewoners heeft vergiftigd door hun nachtelijke kopjes warme melk met morfine te geven. Hij attendeert de voorzitter van het bestuur hierop tijdens de plechtigheid. 
Alma krijgt levenslang en de Beth is gesloten, terwijl de bewoners naar verschillende andere faciliteiten worden overgebracht.
In een epiloog zien we Valentine terwijl hij aan het begin van de COVID-19-pandemie op een intensive care-afdeling werkt, waar hij Ambrose tegenkomt, een van de voormalige bewoners van de Beth, die sterft terwijl hij zijn hand vasthoudt. Een uitgeputte, woedende Valentine verlaat het ziekenhuis en breekt de vierde muur met een gepassioneerde monoloog ter verdediging van de National Health Service.

## Cast
- Jennifer Saunders als zuster Gilpin
- Judi Dench als Mary Moss
- Russell Tovey als Colin Colman
- David Bradley als Joe Colman
- Derek Jacobi als Ambrose
- Bally Gill als Dr. Valentine
- Gerard Horan als meneer Earnshaw
- Jessica Baglow als Dr. Jess
- Eileen Davies als Molly
- Julia McKenzie als Mrs. Maudsley
- Marjorie Yates als Hazel

## Productie
In oktober 2021 werd aangekondigd dat Judi Dench, Derek Jacobi, Jennifer Saunders, Bally Gill, Russell Tovey en David Bradley zich bij de cast van de film hadden gevoegd en de opnames begonnen later die maand.

## Release
Allelujah beleefde zijn wereldpremière op het Toronto International Film Festival in 2022. De film werd op 17 maart 2023 uitgebracht door Pathé in Frankrijk en Zwitserland en in het Verenigd Koninkrijk via Warner Bros..